# Star Gladiator
Star Gladiator - Episode 1: Final Crusade (スターグラディエイター Sutāguradietā?)es un videojuego 3D basado en armas publicado en 1996 por Capcom para el sistema arcade de Play Station ZN-1. Fue el primer videojuego poligonal de lucha creado por Capcom. 

## Jugabilidad
En lugar del sistema de configuración de seis botones visto en anteriores series de juegos de lucha de Capcom, como Street Fighter II: The World Warrior y Darkstalkers, Star Gladiator utiliza un sistema de configuración de cuatro botones similar al de la serie Soulcalibur, que consiste en dos botones de ataque para el arma de un personaje, un ataque de patada y una defensa de guardia. Los personajes luchan sobre una arena flotante, y si un luchador es derribado fuera de la arena, pierde la ronda.
Los Reflejos de Plasma son dos movimientos especiales de guardia que pueden desencadenarse en cualquier momento de una batalla. Plasma Reflect permite a un luchador desviar el movimiento entrante de un oponente y aturdirlo, dejándolo vulnerable durante unos segundos, mientras que Plasma Revenge permite a un luchador contraatacar el movimiento entrante de un oponente y devolver el golpe con su propio ataque rápido. Los personajes también pueden utilizar un Golpe de Plasma, que puede causar un gran daño a un oponente si se conecta a la vista, pero un Golpe de Plasma sólo se puede hacer una vez por ronda.
Star Gladiator también introduce el sistema de combo de plasma. A través de una cadena específica de ataques, un luchador puede hacer un combo a su oponente incluso si éste se bloquea. Si un personaje encadena cinco golpes y pulsa un botón específico al final del combo, inicia un Final de Plasma, que desbloquea una técnica que inflige una gran cantidad de daño a su oponente si se utiliza. Este sistema fue descartado en la secuela del juego, Plasma Sword.
El modo arcade de Star Gladiator consta de diez combates. Dependiendo de quién elija el jugador como personaje, luchará contra un conjunto específico de oponentes. Gore, que hace las veces de subjefe del juego, siempre se combate en la fase 9 y Bilstein, que hace las veces de jefe final del juego, siempre se combate en la fase 10. Dependiendo de la rapidez con la que el jugador derrote a Bilstein, el juego termina con un falso final o el jugador es llevado a una batalla especial contra un verdadero jefe final no jugable controlado por ordenador llamado Ghost Bilstein. Perder contra el fantasma de Bilstein da lugar a un final malo y a la finalización del juego, mientras que derrotar al Fantasma Bilstein da lugar al propio final verdadero del personaje elegido.

## Historia
En el año 2348, los humanos llevan cuatro siglos explorando los vastos confines del espacio exterior y han establecido contactos pacíficos con varias civilizaciones alienígenas. Ahora la gente emigra de un planeta a otro. Sin embargo, surgen algunos problemas con un par de razas alienígenas, por lo que la Federación Terrestre comienza a desarrollar un arma de energía de plasma para proteger a la Tierra de cualquier amenaza exterior. El Dr. Edward Bilstein, un físico germano-estadounidense galardonado con el Premio Nobel de la Federación de la Tierra, descubre el secreto del "sexto sentido" de la humanidad: una técnica para capturar la energía de la mente humana, una fuente de energía que él llama "Poder del Plasma". Se construye el arma de plasma y Bilstein gana fama y fortuna por el invento. La Federación de la Tierra descubre que Bilstein experimentó con cuerpos humanos reales durante su investigación sobre el poder del plasma. Es arrestado y exiliado de la Tierra, encarcelado en un satélite que orbita el planeta Zeta, mientras el desarrollo del arma de plasma se suspende indefinidamente. La noticia de que la Tierra posee una superarma se extiende por todo el universo y reduce los enfrentamientos hostiles.
Cuatro años más tarde, una base militar de la Federación de la Tierra es atacada y destruida por un pequeño grupo de rebeldes que se autodenomina "Cuarto Imperio". Bilstein, que se ha construido un poderoso cuerpo cyborg y ha escapado de Zeta, es su líder. Al darse cuenta de que su patrón de ataques se dirige de nuevo a la Tierra, una Federación Terrestre presa del pánico busca personas que puedan utilizar el Poder del Plasma en su propia voluntad y detener a Bilstein antes de que pueda conquistar el universo con su naciente Cuarto Imperio. Todas las esperanzas de la Tierra descansan en el proyecto con nombre en clave "Gladiador Estelar"

## Desarrollo
En una entrevista con Destructoid.com, el antiguo director de la comunidad de Capcom, Seth Killian, mencionó que Star Gladiator iba a ser un juego de Star Wars.

## Recepción
En Japón, Game Machine incluyó a Star Gladiator en su número del 1 de septiembre de 1996 como el decimosexto juego arcade más exitoso del mes. Un crítico de Next Generation calificó a Star Gladiator como "un juego extravagante y elegante que es más sutil que obvio, con una jugabilidad innovadora y un diseño de personajes simpático". Alabó especialmente la posibilidad de moverse, atacar y defenderse en tres dimensiones, y los controles "intuitivos y sencillos" para ejecutar estos movimientos. GamePro aprobó los efectos gráficos del juego, el sistema de combos único y los personajes, y lo consideró una satisfactoria primera incursión de Capcom en el 3D.
La conversión para PlayStation también recibió críticas positivas, y los críticos elogiaron casi universalmente a los personajes y la variedad de sus técnicas de lucha, así como los gráficos del juego, especialmente los fondos animados en 3D. La crítica más común fue que el juego es demasiado fácil en el modo para un solo jugador. GamePro dijo que el "atractivo visual y el excelente control de Star Gladiator pondrán en aprietos a otros juegos 3D". Next Generation fue más moderada y dijo que Star Gladiator "es un juego bastante bueno por sí mismo", pero que es más bien un presagio de los juegos de lucha en 3D más destacados que preveían que Capcom sacaría en un futuro próximo. GameSpot valoró que "en general, los surrealistas personajes alienígenas, los combates con armas y la calidad general hacen de Star Gladiator otro trueno en la sonora tormenta de Capcom".
La versión para PlayStation de Star Gladiator obtuvo una puntuación global del 82% en GameRankings, basada en cinco críticas.